# Katastrofa lotu EAS Airlines 4226
Katastrofa lotu EAS Airlines 4226 wydarzyła się 4 maja 2002. Samolot BAC One-Eleven 525FT linii EAS Airlines lecący z Kano do Lagos rozbił się w trakcie podchodzenia do lądowania, uderzając w budynki mieszkalne. W katastrofie zginęło 149 osób (71 osób na pokładzie i 78 osób na ziemi).
BAC One-Eleven 525FT (nr rej. 5N-ESF) został wyprodukowany w 1980 i wcześniej służył w rumuńskich liniach Tarom. W trakcie schodzenia do lądowania, nagle przy skosie 52 stopni, maszyna spadła na gęsto zaludnione osiedle mieszkalne, kilka kilometrów od lotniska Murtala Muhammed International Airport w Lagos. Na pokładzie zginęło 71 osób (cudem ocalało 6 osób), a na ziemi ponad 78 osób. W wyniku katastrofy całkowicie zostały zniszczone 23 domy wielorodzinne, szkoła oraz meczet. Za przyczynę katastrofy uznano awarię silnika. 